# Santiago Martínez Delgado
Santiago Martínez Delgado (Bogotá, 19 de abril de 1906- Cajicá, 12 de enero de 1954) fue un muralista, pintor, ilustrador y publicista colombiano representante del estilo Art decó.
Estudió en la Escuela de Bellas Artes de Chicago, Estados Unidos, y fue discípulo de Frank Lloyd Wright en Taliesin. Entre sus galardones más destacados están la Medalla Logan de las Artes, el Salón Nacional de Artistas de Colombia y la Cruz Orden de Boyacá por su trabajo en el mural del salón Elíptico del Capitolio Nacional, considerado uno de los murales más significativos de Colombia.

## Biografía
Santiago Martínez Delgado nació en 1906 en Bogotá, hijo del líder conservador Luis Martínez Silva y de Mercedes Delgado Mallarino. Del padre heredó el amor a las letras y la historia. Acusado de atentar en contra del gobierno del momento, Luis Martínez fue desterrado, y dejó a su hermano Carlos Martínez Silva como cabeza de la numerosa familia.
Estudió en el Colegio de San Bartolomé. Más tarde estudió en la Escuela de Bellas Artes de Bogotá bajo el maestro Roberto Pizano. Su infancia fue marcada por las diferencias entre su padre y el gobierno Colombiano, por participar en un golpe de Estado. En 1925 los doctores le recomiendan un clima más cálido por problemas de corazón y viaja a Cartagena, en donde se convierte en director de una de las páginas del periódico "La Patria", por sus historias acerca del "Espanto de la ciudad amurallada".

### Los años en Chicago

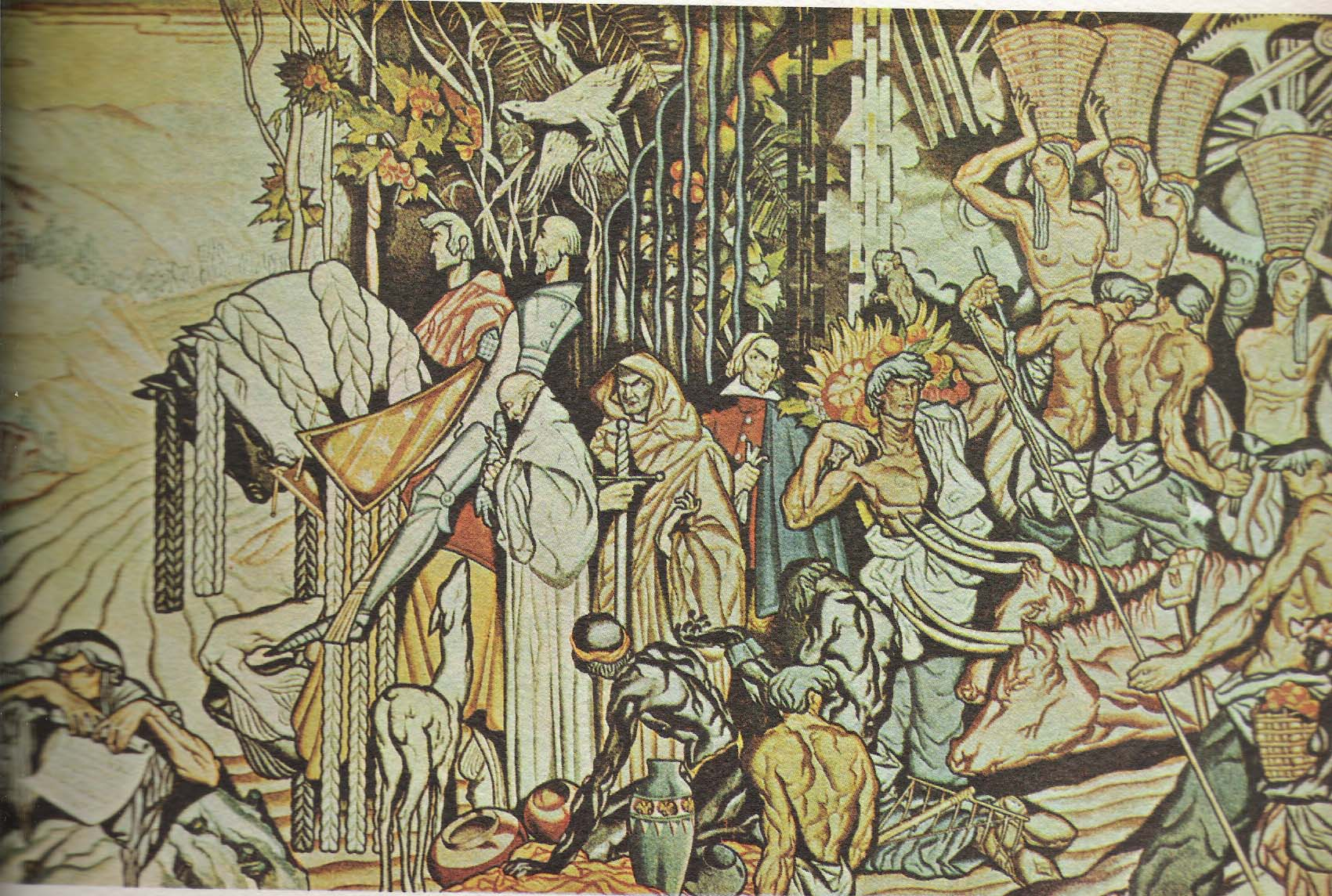
”Mural Evolución de Colombia, Feria Internacional de Chicago 1933”.

En 1926 viajó a Chicago y estudió por cinco años en la Academia de Bellas Artes de esa ciudad bajo la tutela de Ruth VanSickle Ford y Hugh M. Neuman y donde encontró amigos como Edward Hopper, Isamu Noguchi, Willem de Kooning, Edgar Kaufmann, Jr. y Edgar Tafel entre otros. En 1928 trabaja para Frank Lloyd Wright haciendo pinturas, tallas en madera y vitrales para el conocido arquitecto. Martínez viaja constantemente a Taliesin para aprender junto a otros pupilos y participar de las tertulias de Wright. Durante sus años en Chicago gana el concurso de arte del Latham Foundation; también gana el premio al mejor aviso de la Federación de Artistas Comerciales de los Estados Unidos, el segundo premio en el concurso de interpretación de cuadros célebres del Chicago Tribune y en 1933 obtuvo el Premio Logan, en la exposición colectiva de la Feria Internacional de Chicago con el mural que representaba el "Proceso del Desarrollo Cultural de Colombia" en el General Exhibits Group. También hace ilustraciones para la revista estadounidense Esquire, en la cual escribían los grandes de letrados Americanos de la época.

### El regreso a Colombia
Regresó a Colombia en 1934, trayendo una obra marcada en el estilo art déco de factura modernista que mostró en su primera exposición individual celebrada en Bogotá. Esta marcó el primer paso hacia el modernismo en el país. Estas obras fueron muy discutidas. En 1935 pintó el telón de Boca del Teatro Municipal, titulado "El triunfo de la comedia sobre la tragedia" (hoy desaparecido). Allí presentó 20 figuras, cada una de las cuales era símbolo de algún personaje del teatro universal. En 1936 fundó el curso de Arte y Decoración de la Universidad Javeriana femenina. Pintó los murales del café El Molino, recordados más tarde por Gabriel García Márquez en su biografía. También de 1937 a 1940 dirigió la revista "Vida", cuyas carátulas y páginas ilustró. Esta se convirtió en la principal fuente de cultura en los medios colombianos con excelentes artículos y entrevistas con intelectuales como Joan Miró y Gabriela Mistral.

### El Lío de la Madona

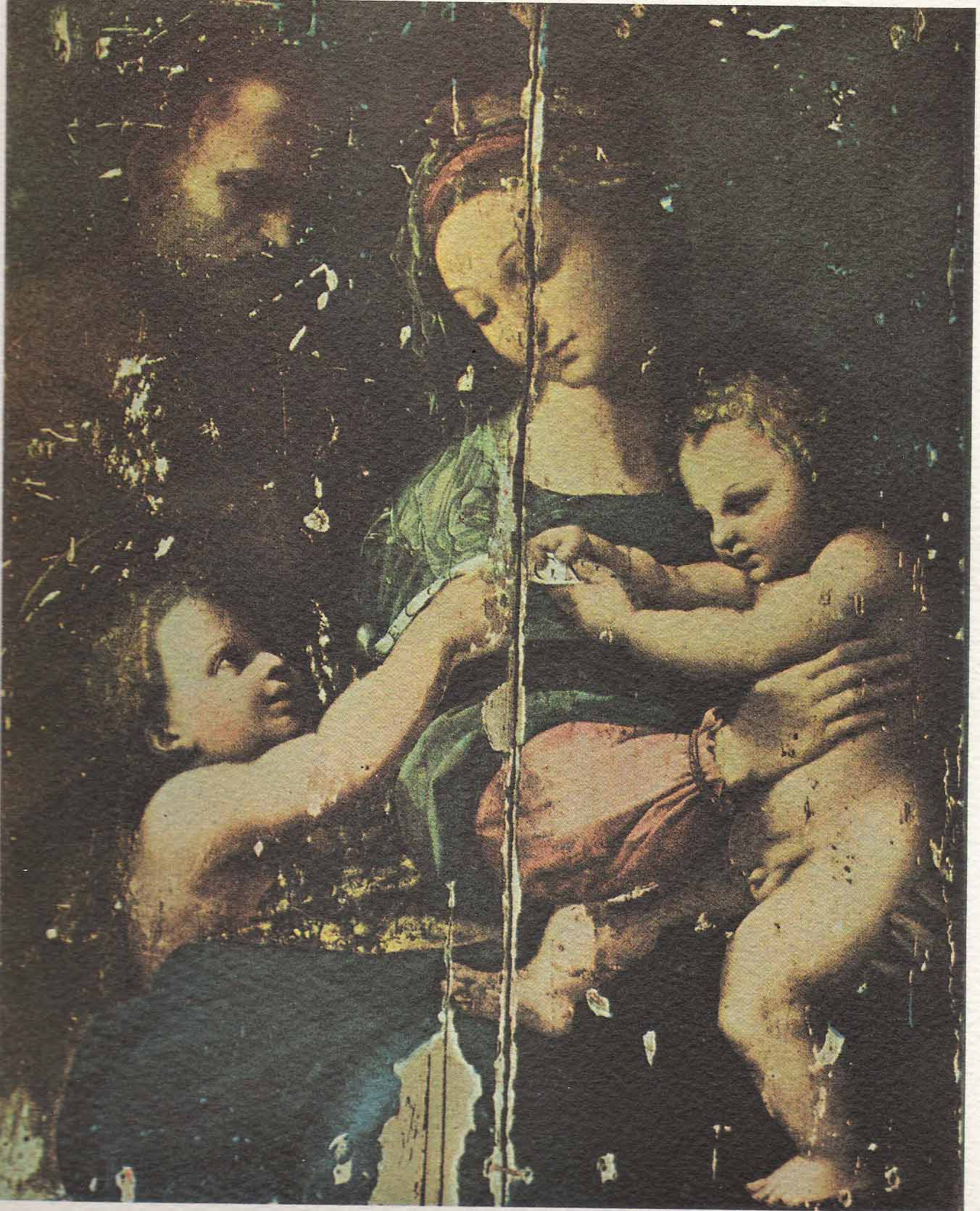
"La Madona de Bogotá".

En 1938, María Mendoza de Martínez invitó a su pariente, Santiago Martínez para que examinara un cuadro de su propiedad. Después de una gran polémica apodada "El lío de La Madona", Martínez examinó la pintura a través de rayos X, lo que le permitió atribuirla a Rafael Sanzio, pintor de El Renacimiento. Luego en Nueva York los eminentes Daniel Catton, Rich A. Sweet, Ruber H. Clark, Leo A. Marzolo, Lionello Venturi y Wilhelm Valentiner, confirman la atribución de la pieza, que será incluida en uno de los catálogos razonados de Rafael como "La Madona de Bogotá".
Desde entonces descansa en la bóveda de un banco en Nueva York, donde fue depositadà en 1939 por Santiago Martínez por medio de un fideicomiso. La Madonna deberá completar 90 años en poder del banco antes de poder ser entregada a la iglesia de San Agustín (Bogotá), a la que perteneció varios siglos atrás.
La historia del cuadro está expuesta en un libro de Santiago Martínez Concha (hijo del pintor).

### Los triunfos de los 40's & la Ilustración
En 1940 participó en el Primer Salón de Artistas Colombianos en donde obtuvo la medalla de oro por su óleo "El que volvió". 
Luego, en 1941 participó en el Segundo Salón de Artistas Colombianos y obtuvo el primer premio con el óleo de su madre y esposa llamado (Interludio), hoy parte de la colección del Museo Nacional de Bogotá. En 1943 terminó su primer fresco en Colombia, en la Capilla del Colegio de la Presentación de Chapinero. Durante este periodo colaboró con la revista Pan de Enrique Uribe White y en el libro Anarkos del poeta Guillermo Valencia con dibujos para ilustrar las carátulas y artículos. En 1945 ilustró la antología sobre Sucre realizada por Carlos Arturo Caparroso. (Editorial Horizontes, Bogotá). En este año también fue designado Socio de la Academia de Historia de Bogotá. En 1946 publicó en la revista América (número 24, del mes de diciembre), un artículo sobre la vida de Cristo y las costumbres de Palestina, en donde explica la investigación que hizo para elaborar las "Viacrucis", de proporciones heroicas, que le fueron encomendadas por la Arquidiócesis de Cúcuta con destino a la Basílica Primada de esta ciudad. De las 14 Viacrucis, sólo pudo terminar 5. Ellas son de 3 por 2 metros.

### Muralista bogotano

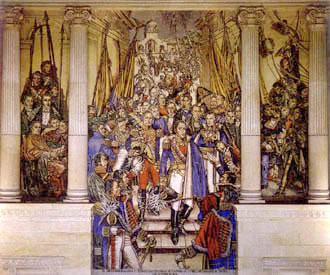
”Mural Salón Elíptico del Congreso de Colombia”; donde se representa los principales próceres de la independencia colombiana.

En 1947 ejecutó, por encargo del entonces director de la Organización de los Estados Americanos (OEA), Alberto Lleras Camargo, y del organizador de la Conferencia Panamericana, Laureano Gómez, el mural del Salón Elíptico del Capitolio Nacional utilizando la técnica del fresco. Para ello consultó varios textos de historia sobre las iconografías de Bolívar y de Santander; sostuvo constante correspondencia con Lecuona; visitó numerosos museos y recogió chaquetas, guerreras, uniformes, espadas y demás implementos que él consideró necesarios para ejecutar su obra. La concluyó durante el gobierno de Mariano Ospina Pérez y fue condecorado con la Cruz de Boyacá.
En 1948 fundó su propia oficina de Arte Comercial. En ella desempeñó diferentes actividades y se inició como novelista radial. Escribió y dirigió la dramatización de sus libretos. Presentó la novela "El Virrey Solís", la cual batió el récord de sintonía del año. También dramatizó otras obras como "Estampas Místicas de la tierra del Señor"; "Juan Manuel el Gavilán" (inédita) y muchas otras. 
En 1951 con motivo del mural de Santiago Martínez Delgado en la sede del Banco Comercial Antioqueño en Medellín, se desata una intensa polémica en la prensa. Algunos artistas locales están molestos pues no quieren que este tipo de proyectos se le den a artistas de Bogotá.  Esta fue encabezada por Eladio Vélez, quien estaba molesto porque el entonces presidente, Laureano Gómez le dio a Martínez la comisión para hacer el tríptico del capitolio sin tenerlo en cuenta a él. Por eso escribió varias cartas abiertas y el artículo “Frescos y Andamios”. El lío creció cuando el Banco de Colombia le dio la comisión para ejecutar un mural en su sede principal de Medellín. En esta ocasión el artista Pedro Nel Gómez también interviene pero luego se retracta escribiéndole una carta a Martínez felicitándolo por su obra en Medellín, lo cual Martínez siempre agradeció tratando de abrirle puertas en Bogotá a Pedro Nel Gómez, quien después de la temprana muerte de Martínez. Finalmente Martínez Delgado también pinta un mural en el Club Campestre de Medellín, el cual recibe muchas críticas positivas de la elite paisa.

### La última etapa y su muerte
En 1953 comenzó a pintar un lienzo de 8 x 4 metros para el hall del National City Bank de Bogotá, en el cual trabajó hasta su último día y quedó sin concluir. Así fue trasladado al Banco en donde se colocó en el sitio que se le tenía destinado luego de que Nelson Rockefeller y sus hermanos así lo pidieron. Murió el 12 de enero de 1954 en la Finca "El Molino" (Cajicá), víctima de un ataque cardíaco. Fue sepultado en el Cementerio Central de Bogotá.
El general Gustavo Rojas Pinilla dijo: "Se nos fue el gigante de los muralistas colombianos".

## Obra
De su madre, Mercedes, Santiago heredó el amor por el arte. Mercedes Delgado entonces se dedicó a la pintura en sus tiempos libres, y le dio a Santiago sus primeras lecciones en arte.
La obra de Mercedes Delgado podía verse en el Museo de Policarpa Salavarrieta en Guaduas, antes del incendio del museo en 2012. Fueron entonces los antepasados del artista quienes marcaron su inclinación al arte, las letras y a la historia del país.

## Familia

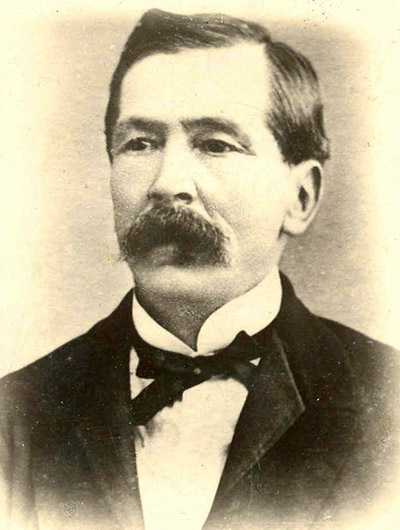
Su bisabuelo, Manuel María Mallarino.

Santiago Martínez era miembro de varios círculos familares de la aristocracia bogotana. Era hijo del político Luis Martínez Silva y de la artista Mercedes Delgado Mallarino. Eran sus hermanos el escritor Luis y el diplomático Antonio Martínez Delgado.
Su padre era hijo de Rito Martínez Gómez, miembro fundador de la Corte Suprema de Justicia de Colombia. Este a su vez fue educado por su tío el Obispo de Santa Marta, José María Estévez, quien le dio la extrema unción a Simón Bolívar en su lecho de muerte. Rito se casó con Concepción Silva, prima del escritor José Asunción Silva (de quien Martínez Delgado escribió extensamente). Su tío paterno era el político Carlos Martínez Silva, quien fue uno de los redactores de la Constitución de 1886 y ocupó varios cargos en los gobiernos conservadores, incluyendo embajador en Washington.  
Su madre era nieta del político conservador Manuel María Mallarino y de su esposa María Mercedes Cabal, quienes le infundieron el amor por la literatura a su abuela Susana, la madre de Mercedes. Manuel, a su vez, era tío de los políticos conservadores Carlos y Jorge Holguín Mallarino.  Así mismo, Mercedes era prima del político conservador Manuel María Mallarino Isaacs (alcalde de Bogotá entre 1911 y 1913), quien a su vez era sobrino del escritor Jorge Isaacs -quien se inspiró en Mercedes Cabal para la novela María-. De Manuel era hijo el economista y político conservador Antonio Mallarino Pardo.
Su tío materno es el policía y diplomático Víctor Delgado Mallarino, director de la Policía entre 1983 y 1986. Por otro lado, uno de sus tío abuelos era el poeta Rafael Mallarino Holguín, padre del actor de teatro Víctor Mallarino Botero, y abuelo de los actores María Angélica, Helena y Víctor Mallarino de Madariaga.

### Matrimonio
Santiago contrajo matrimonio con Leonor Concha Martínez, dama de la sociedad de Popayán, sin tener descendencia.
Una de las tías de su esposa era descendiente del prócer de la Independencia colombiana, Antonio Arboleda y Arrachea. Leonor a su vez era sobrina nieta de Isabel Cajiao Urrutia, madre de María Hurtado Cajiao (quien se casó con el político conservador Laureano Gómez -presidente de Colombia entre 1950 y 1953) y era la madre de los políticos Enrique y Álvaro Gómez Hurtado -tres veces candidato a la presidencia-, y por consiguiente abuela del abogado Enrique Gómez Martínez -candidato a la presidencia en 2022-).